# Joseph Probst
Joseph Probst (Vianden, 18 de novembre de 1911 - Junglinster, 8 de juliol de 1997) va ser un pintor luxemburguesos que fou un dels membres fundadors del grup Iconomaques el 1954 i d'art abstracte amb una oposició a l'art figuratiu.
Després d'una educació clàssica a Luxemburg entre 1924 i 1931, va passar un any estudiant art a l'École des Artisans a la Ciutat de Luxemburg. A continuació, va passar a Brussel·les, on va assistir a l'Acadèmia Reial de Belles Arts abans de completar els seus estudis a l'École nationale supérieure des arts décoratifs el 1940.
Després de la Segona Guerra Mundial, Probst va començar a treballar com a artista sota la influència de l'Expressionisme. Inicialment es va concentrar en els retrats de nus i, sobretot pintures de mare i el nen, però es va traslladar cada vegada més a l'art abstracte sota la influència de Michel Stoffel i Lucien Wercollier amb qui es va convertir en un dels membres fundadors de la "Nouvelle Equipe .
El 1954, amb la seva dona, Émile Probst i els artistes Colette Würth i Will Dahlem, Henri Dillenburg, François Gillen, François Kinnen, Emile Kirscht, Wenzel Profant, Michel Stoffel i Lucien Wercollier, va esdevenir un dels cofundador de la Iconomaques, un grup inclinat a l'art abstracte. A partir de llavors, Probst va ser reconegut com un dels artistes clàssics de Luxemburg, no només a través de l'interès local en les seves obres, sinó a través d'exposicions al Museu Nacional d'Art Modern de París i a la Unió Postal Universal a Berna. El 1960, va ser guardonat amb l'italià Premi Marzotto, cosa que va permetre augmentar l'interès en el seu treball a l'estranger.
El seu estil abstracte es va desenvolupar lentament, dels primers efectes en la foscor i colors tènues, fins que els seus olis i guaixos es van convertir cada vegada en més geomètrics. A partir de 1955, es va moure encara més a les formes complexes, entreteixides amb un ampli espectre de colors, fent d'ell un veritable defensor de l'art abstracte líric. A partir de 1972, es va desenvolupar una nova claredat de la manera que també es va treballar en vidrieres, murals i mosaics. Aquesta espiral va adquirir especial importància en la seva obra, que revela una creixent profunditat d'interès en l'abstracció. En representació de variacions sobre un tema, els seus mosaics representen versions visuals de composicions musicals com el cicle de la Winterreise de Franz Schubert. Al final de la seva vida, Probst va tornar a la pintura figurativa, com es va poder veure a les exposicions de 1994 i 1995.